# Dendrobium schistoglossum
Dendrobium schistoglossum är en orkidéart som beskrevs av Rudolf Schlechter. Dendrobium schistoglossum ingår i släktet Dendrobium, och familjen orkidéer. Inga underarter finns listade i Catalogue of Life.